# Liste der deutschen Botschafter in Ecuador
Die Liste der deutschen Botschafter in Ecuador enthält die jeweils ranghöchsten Vertreter des Deutschen Reichs und der Bundesrepublik Deutschland in Ecuador. Sitz der Botschaft ist in Quito.

## Deutsches Reich
| Name                                                                                 | Amtszeit  |
| ------------------------------------------------------------------------------------ | --------- |
| 1917–1922: Schutzmacht der Interessen der Staatsbürger des Deutschen Reichs: Spanien |           |
| Johannes Eduard Ernst Grunow                                                         | 1922–1928 |
| Arthur Martin Friedrich Karl Mudra                                                   | 1928–1932 |
| Karl Pistor                                                                          | 1932–1936 |
| Eugen Klee                                                                           | 1936–1942 |
| Abbruch der diplomatischen Beziehungen am 27. Januar 1942                            |           |

## Bundesrepublik Deutschland
| Name                                       | Amtszeit  | Anmerkungen                          |
| ------------------------------------------ | --------- | ------------------------------------ |
| Joachim Kühn                               | 1952–1957 | bis 1955 Gesandter, dann Botschafter |
| Rudolf Pamperrien                          | 1957–1961 |                                      |
| Georg Vogel                                | 1961–1964 |                                      |
| Georg Graf zu Pappenheim                   | 1964–1971 |                                      |
| Hans-Joachim Hille                         | 1971–1974 |                                      |
| Rolf Nagel                                 | 1974–1981 |                                      |
| Joseph Engels                              | 1982–1986 |                                      |
| Hellmut Hoff                               | 1986–1988 |                                      |
| Joachim Graf von Schirnding                | 1988–1993 |                                      |
| Sepp Jürgen Wölker                         | 2001–2005 |                                      |
| Bernd Sproedt                              | 2005–2007 |                                      |
| Christian Berger                           | 2007–2010 |                                      |
| Peter Linder                               | 2010–2013 |                                      |
| Alexander Olbrich                          | 2013–2016 |                                      |
| Joachim Freiherr Marschall von Bieberstein | 2016–2019 |                                      |
| Philipp Schauer                            | 2019–2024 |                                      |
| Jens Lütkenherm                            | 2024–     |                                      |